# Billy Milligan
William Stanley Milligan (közismert nevén Billy Milligan) (Miami Beach, Florida, 1955. február 14. – Columbus, Ohio, 2014. december 13.) amerikai bűnöző.
Ohiói bírósági ügye nagy nyilvánosságot kapott az 1970-es években. Miután számos bűncselekményt elkövetett, köztük fegyveres rablást és három rendbeli nemi erőszakot az ohiói State University campuson, letartóztatták. A védelem felkészülése során a pszichológusok többszörös személyiségzavart diagnosztizáltak nála. Az ügyvédei elmebetegségre hivatkoztak, azt állítva, hogy a bűncselekményeket Milligan két alternatív személyisége követte el anélkül, hogy ennek tudatában lett volna. Ő volt az első ember, akit felmentettek bűncselekmény alól disszociatív személyiségzavarra hivatkozva. A börtön helyett tíz év gyógykezelésre ítélték az elmegyógyintézetben.
Milligan élettörténetét Daniel Keyes 1981-ben megjelent, díjnyertes regénye tette népszerűvé, amelynek a címe The Minds of Billy Milligan. A könyv tizennégy nyelven jelent meg világszerte. (Magyarországon Szép álmokat, Billy! címmel.)

## Élete
Milligan anyja, Dorothy Milligan egy ohiói farmon nőtt fel, majd Circleville-ben élt férjével, Dick Jonasszal. Miután elváltak, Miamiba költözött, ahol énekesként dolgozott. Ott ismerkedett meg második férjével, Johnny Morrison zsidó humoristával. Három gyermekük született: Jim Milligan (1953–1955), William Stanley Milligan (későbbi néven Billy Milligan) és Kathy Jo Milligan.

### Apja halála
Ebben az időben Milligan apja, Johnny 36 éves volt. Életrajzírója, Daniel Keyes így fogalmazott: „Az orvosi költségek túlterhelték Johnnyt. Egyre többet kölcsönzött, egyre többet játszott, és egyre többet ivott. Kórházba került akut alkoholizmusa és depressziója miatt. Egy sikertelen öngyilkossági kísérlete alkalmával felesége, Dorothy talált rá az asztalra borulva, egy fél üveg whisky és egy üres üveg altató társaságában. Néhány hónappal ezután, 1959. január 17-én Johnny sikeres öngyilkosságot követett el szén-monoxid mérgezéssel.
Dorothy ezek után visszaköltözött Circleville-be, ahol újra férjhez ment első férjéhez, Dick Jonashoz. Ez a házasság egy évig tartott. 1963-ban házasságot kötött Chalmer Milligannel. Chalmernek két lánya volt előző házasságából, Challa egy idős volt Billyvel, a másik lánya nővér volt.
Későbbi vizsgálatok szerint Billy többszörös személyiségének kialakulása Chalmer szexuális zaklatásának hatására jött elő. Daniel Keyes azt állította, hogy Billy betegsége sokkal korábban kialakulhatott. Az első három (névtelen fiú, Christene, Shawn) már ötéves kora előtt megjelentek.

### Letartóztatása
1975-ben Milligan fogságba került a Lebanon büntetés-végrehajtási intézetben, nemi erőszak és fegyveres rablás vádjával. Feltételesen szabadlábra helyezték. 1977-ben kénytelen volt regisztráltatni magát mint szexuális bűnelkövető. 1977 októberében Milligant letartóztatták, mivel megerőszakolt három nőt az ohiói State University campuson. Az egyik áldozat felismerte őt a rendőrségi fotókról. Egy másik áldozat autóján hagyott ujjlenyomata alapján sikerült azonosítani. Az egyik megerőszakolt elmondta, hogy támadója nagyon megnyerő külsejű, és úgy viselkedett, mint egy hároméves kislány.
Mivel fegyvert is használt, és fegyvereket találtak a lakóhelyén, így megsértette a feltételes szabadlábra helyezést is. Az ellene felhozott vád három rendbeli emberrablás, három rendbeli súlyosbított rablás és négy rendbeli nemi erőszak.
A védekezés során dr. Willis C. Driscoll akut skizofréniát diagnosztizált Milligannél. Megvizsgálta Dorothy Turner is az északnyugati mentálhigénés közkórházban, Ohióban. A vizsgálat során Turner arra a következtetésre jutott, hogy Milligan többszörös személyiségzavarban szenved. Milligan nyilvános védői, Gary Schweickart és Judy Stevenson elmebetegségre hivatkozva kérték Milligan gyógykezelését. 

### Szabadulása
1988-ban, egy évtizedes gyógykezelés után szabadult. 1996-ban Kaliforniában élt. Ez után tartózkodási helye sokáig ismeretlen volt, mivel megszakította kapcsolatait ismerőseivel.

## Halála
Milligan rákban halt meg egy idősek otthonában Colombusban, 2014. december 12-én. 59 éves volt.

## Róla szóló könyvek
- Keyes, Daniel (1981). The Minds of Billy Milligan. ISBN 0-394-51943-4 (first ed., Random House), ISBN 0-553-26381-1 (reprint, Bantam) (megjelent 14 nyelven)
- Keyes, Daniel: The Milligan Wars (1994)

## Filmek
2021-ben a Netflix egy négy részes dokumentumfilm sorozatot készített az ügyről Billy Milligan 24 személyisége (Monsters Inside: The 24 Faces of Billy Milligan) címmel. A sorozatot Olivier Megaton rendezte. [forrás?]
Az évek során több kísérlet is történt, hogy Daniel Keyes könyvét vászonra adaptálhassák. James Cameron megírta a forgatókönyvet, ám mégsem tudta megrendezni. A projektet később Joel Schumacher és David Fincher is meg akarta rendezni, ám nekik sem sikerült.
2015 februárjában bejelentették, hogy Leonardo DiCaprio fogja Milligan-t játszani a készülő filmben. Ám végül mégis elkaszálták a filmet. 2021-ben bejelentették, hogy egy tízrészes televíziós sorozatként fogják adaptálni a könyvet, Tom Holland főszereplésével.